# (35019) 1981 EH10
(35019) 1981 EH10 es un asteroide perteneciente al cinturón de asteroides, descubierto el 1 de marzo de 1981 por Schelte John Bus desde el Observatorio de Siding Spring, Nueva Gales del Sur, Australia.

## Designación y nombre
Designado provisionalmente como 1981 EH10.

## Características orbitales
1981 EH10 está situado a una distancia media del Sol de 2,328 ua, pudiendo alejarse hasta 2,616 ua y acercarse hasta 2,040 ua. Su excentricidad es 0,123 y la inclinación orbital 5,942 grados. Emplea 1297,97 días en completar una órbita alrededor del Sol.

## Características físicas
La magnitud absoluta de 1981 EH10 es 15,2. 